# Marián Čalfa
Marián Čalfa (Trebišov, 7 maggio 1946) è un politico e avvocato cecoslovacco, per 19 giorni Presidente ad interim della Cecoslovacchia nel 1989 e primo ministro dal 10 dicembre 1989 al 2 luglio 1992.

## Biografia
Esponente del Partito Comunista della Cecoslovacchia, dal 1985 lavora come capo del dipartimento legislativo del governo federale cecoslovacco.
Durante la rivoluzione di velluto viene chiamato a sostituire Ladislav Adamec alla guida del governo con il compito di facilitare una transizione non traumatica dal sistema comunista alla democrazia.
Poco dopo essersi insediato come primo ministro, il Presidente Gustáv Husák si dimise e Čalfa assunse per qualche giorno la carica di Presidente ad interim fino all'elezione di Václav Havel il 29 dicembre 1989.
Nel gennaio 1990 Čalfa lascia il partito comunista e aderisce al partito slovacco Popolo contro la Violenza (VPN). Nell'aprile 1991 diventa membro dell'Unione Civica Democratica (ODU-VPN).
Durante il suo governo vennero approvate una serie di riforme per trasformare il Paese in una società democratica e in un'economia di mercato. Dopo la sconfitta del suo partito alle elezioni del 1992, si dimette e torna al suo lavoro di avvocato a Praga.